# Výška (geometrie)
Výška v geometrii je úsečka kolmo spuštěná z vrcholu na přímku procházející protilehlou stranou nebo rovinu procházející protilehlou stěnou.
Slovo výška označuje nejen tuto úsečku, ale i její délku.

## Výška
Výška trojúhelníku je kolmá úsečka spuštěná z vrcholu na přímku procházející protější stranou. Průsečík výšky s touto přímkou se nazývá pata výšky. Každý trojúhelník má tři výšky. Menší straně odpovídá větší výška. Přímky, na nichž leží výšky, se protínají v jednom bodě, který se nazývá ortocentrum nebo také výšiště. Ortocentrum leží uvnitř trojúhelníku, pokud je ostroúhlý. U pravoúhlého trojúhelníka splývá s jeho vrcholem, při němž je pravý úhel. U tupoúhlého trojúhelníku leží ortocentrum vně. Spojnice jednotlivých pat výšek tvoří ortický trojúhelník. Pravoúhlý trojúhelník svůj ortický trojúhelník nemá, protože jeho dvě paty výšek splývají. Ortocentrum ostroúhlého trojúhelníku je středem kružnice vepsané jeho ortickému trojúhelníku; ortocentrum tupoúhlého trojúhelníka je středem jedné z kružnic připsaných jeho ortickému trojúhelníku. Výšky se označují malým písmenem v s dolním indexem příslušné strany.
Pro výšky trojúhelníku platí
{\displaystyle v_{a}:v_{b}:v_{c}={\frac {1}{a}}:{\frac {1}{b}}:{\frac {1}{c}}}
Velikosti výšek jsou určeny vztahy
{\displaystyle v_{a}=b\sin \gamma =c\sin \beta }
{\displaystyle v_{b}=a\sin \gamma =c\sin \alpha }
{\displaystyle v_{c}=a\sin \beta =b\sin \alpha }

## Výška mnohoúhelníku
Z dalších mnohoúhelníků je výška významná zejména v lichoběžníku a rovnoběžníku (kde je určena vzdáleností rovnoběžných stran).

## Výška v tělesech
V tělesech se rozlišuje stěnová výška a tělesová výška. Stěnová výška je kolmice spuštěná z vrcholu na protější hrany; stěnová výška leží na stěně tělesa. Tělesová výška je kolmice spuštěná z vrcholu na protější stěnu.

## Výšky různých geometrických útvarů

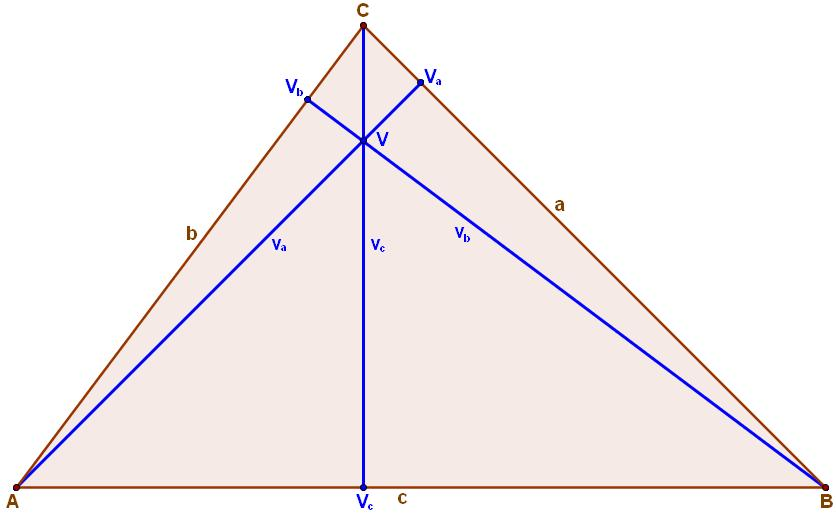
Výšky ostroúhlého trojúhelníka
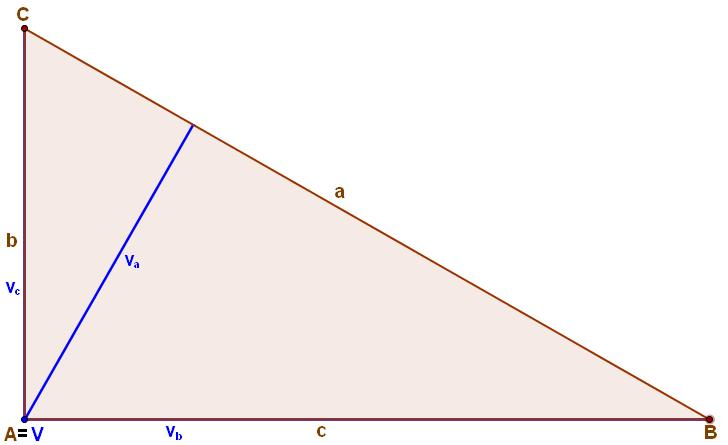
Výšky pravoúhlého trojúhelníka
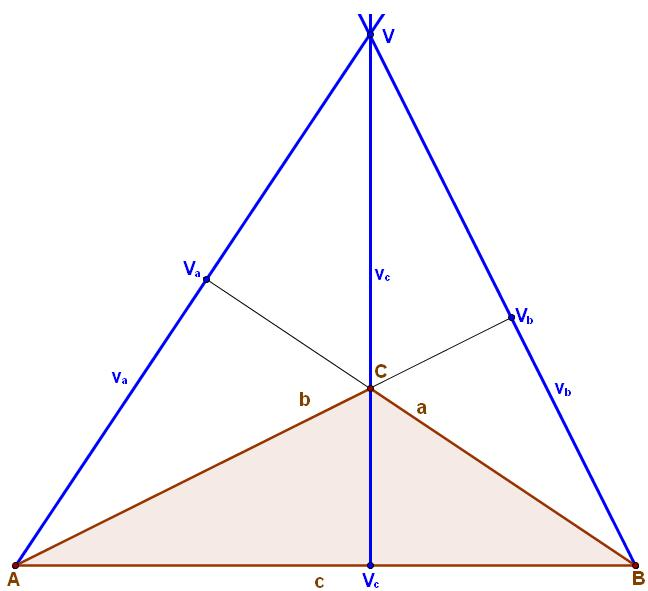
Výšky tupoúhlého trojúhelníka
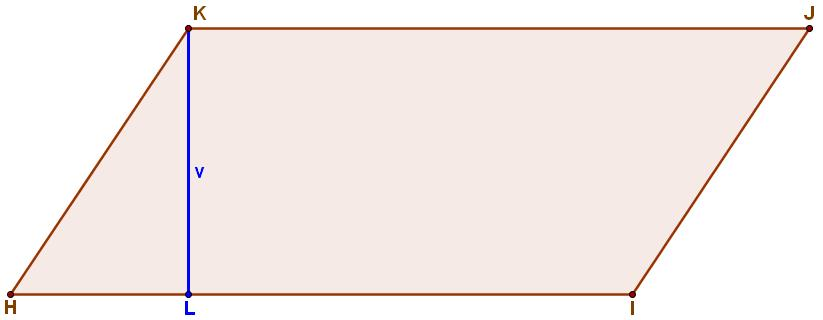
Výška kosodélníka
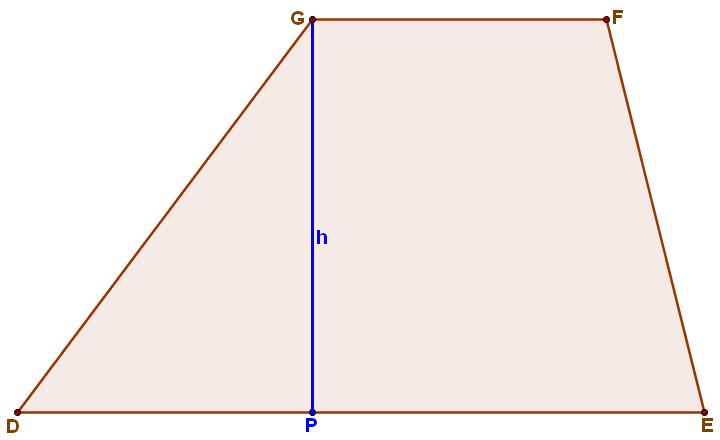
Výška lichoběžníka
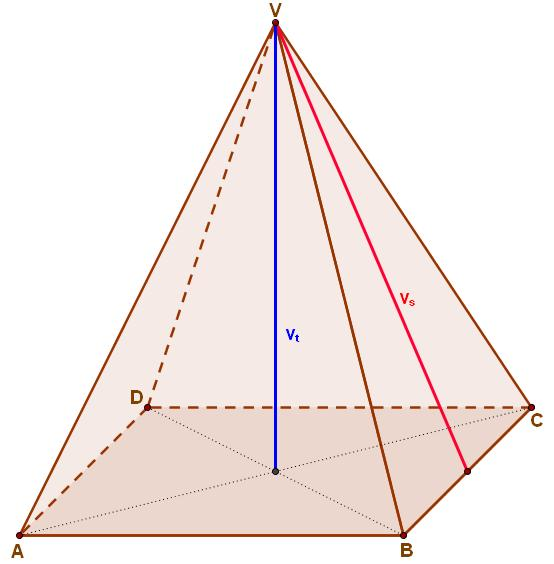
Tělesová a stěnová výška čtyřbokého jehlanu
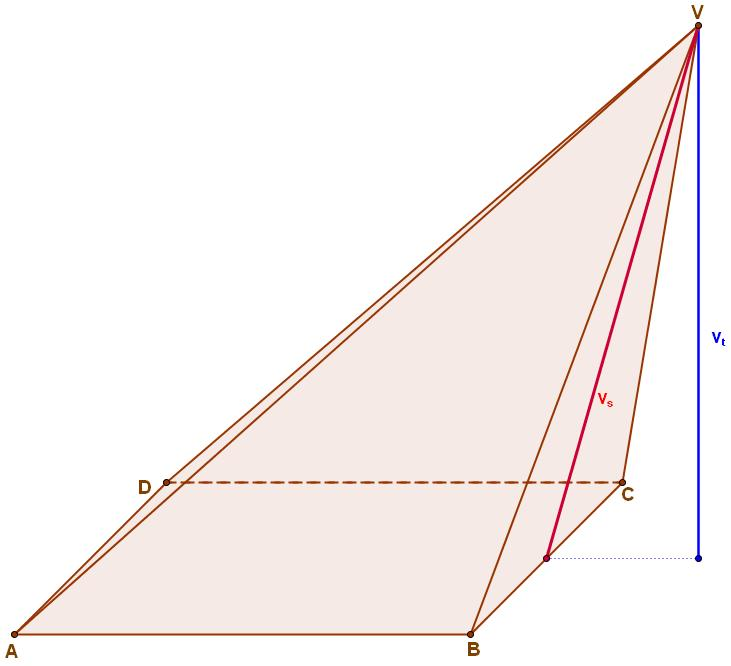
Tělesová a stěnová výška kosého čtyřbokého jehlanu